# Dario Domingues
Dario Domingues (geboren 1954 in Neuquén, Patagonien, Argentinien; gestorben am 16. April 2000 in Ottawa, Kanada) war ein indigener Musiker (auch Komponist und Sänger) aus Argentinien. Er wählte in jungen Jahren Kanada als seine zweite Heimat, überzeugte aber in Europa, vor allem in Deutschland, Publikum wie auch Kritiker mit seinem Flötenspiel und der Verwendung zahlreicher Perkussionsinstrumente. Er machte Weltmusik, lange bevor dieses Genre aufkam.

## Biografie
Domingues wurde im Jahre 1954 in Neuquén, Patagonien/Argentinien, als Sohn einer Mapuche-Indianerin und eines eingewanderten Italieners geboren. Als Jugendlicher verdiente er sich sechs Jahre lang etwas Geld als Schafhirte. Durch das Gebiet, wo er die Schafe hütete, fließt der Fluss Limay; in seinem ersten Album drückt er in „Azul Limay“ seine Sehnsucht nach der alten verlorenen Heimat aus. Erst mit 20 Jahren entdeckte er die Musik und begann 1975 sich selbst das Flötenspiel beizubringen. 1976 flüchtete er als Puppenspieler getarnt vor dem argentinischen Militär und kam über Mexiko schließlich 1977 nach Ottawa, seiner neuen Heimat.
Domingues war musikalischer Autodidakt. In den ersten Jahren als Immigrant verdiente er seinen Unterhalt zum Teil als Straßenmusikant in Ottawa. Er begann mit Volksmusik seines Heimatlandes mit Flöten, Blas- und Perkussionsinstrumenten. Der Folksänger Willie Dunn entdeckte ihn. Auf Dunns Album The Pacific ist Domingues als Flötenspieler zu hören. Er begleitete Dunn auch auf einer Deutschland-Tournee. Seit 1981 tourte er regelmäßig durch Europa, vor allem durch Deutschland und Österreich. Touren führten ihn aber auch durch Kanada, in die USA, nach Südamerika und Japan.
1987 wurde er Vater und nahm sich fünf Jahre Auszeit für seinen Sohn Damian, den er alleine aufzog.
Gegen Ende der 90er-Jahre wurde Dario Domingues von zwei Betrunkenen brutal überfallen und lebensgefährlich verletzt. Die Veröffentlichung seines letzten Albums Los Vibrantes sowie Tourneen mussten lange verschoben werden. Im Herbst 1999 erschien Los Vibrantes und anschließend tourte er wieder durch Deutschland und Österreich.
Am 16. April 2000 nahm sich Dario Domingues mit 46 Jahren das Leben.

## Karriere

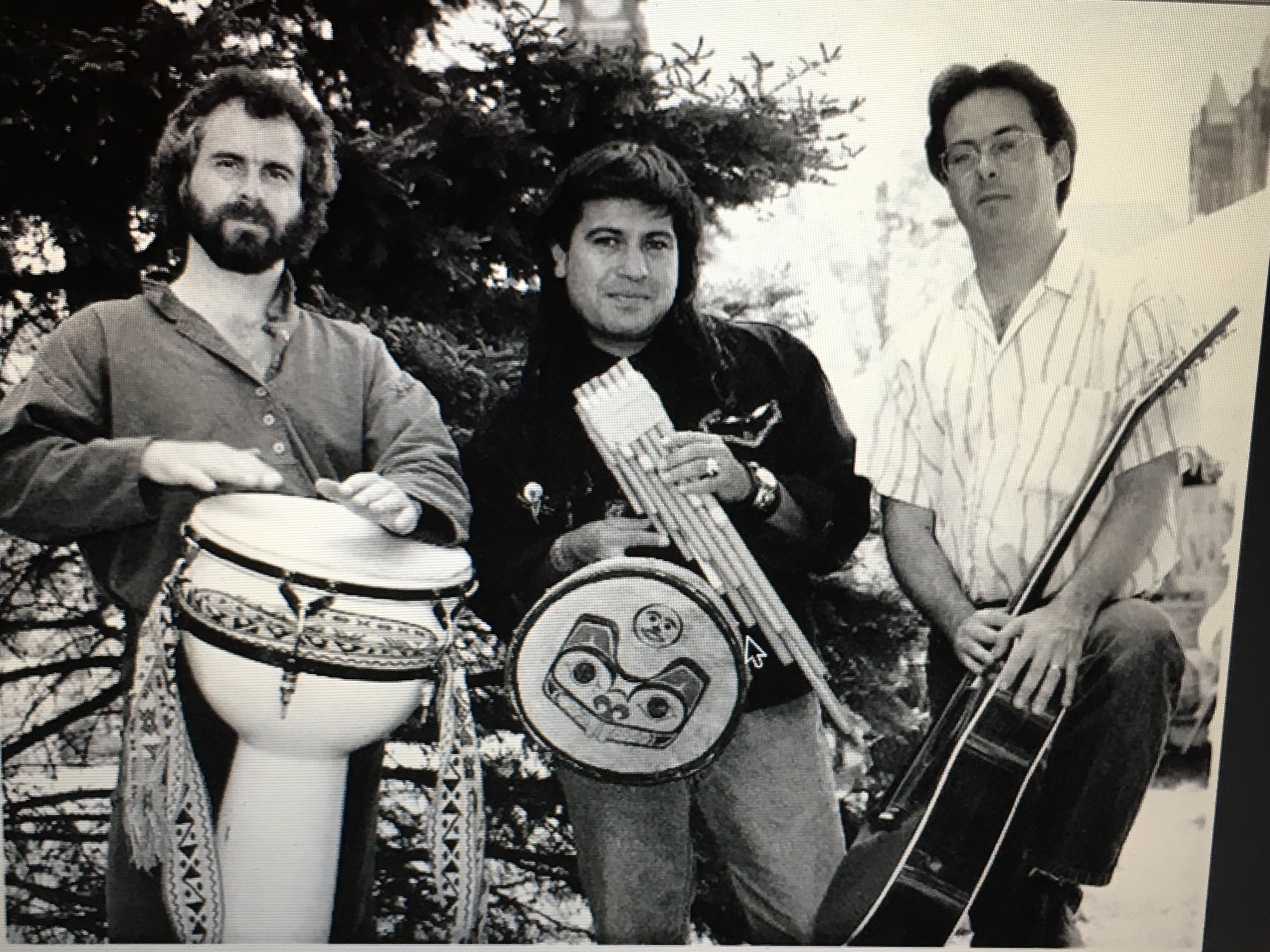
Dario Domingues mit Robert Libbey (links) und Dan Artuso (rechts)

Domingues nahm Einflüsse aus verschiedensten Kulturen in seine Musik auf. In den frühen 80er-Jahren machte er bereits Weltmusik. Er sang seine komponierten Lieder selbst (zumeist in spanischer Sprache) und benutzte eine große Bandbreite an volkstümlichen Flöten (manche selbstgebaut) und Schlaginstrumenten sowie afro-brasilianische Perkussion. In den späten 80er-Jahren z. B. brachte er mit seiner damaligen Band Túpac Amaru im Album Awaking in Rhythms einen upbeat-style von afro-brasilianischer Musik.
Seine internationale Karriere nahm in Deutschland ihren Anfang, wo er seine Alben bei Trikont, Westpark und pläne veröffentlichte; seine beiden ersten Alben wurden mit dem Preis der deutschen Schallplattenkritik (1981 und 1983) ausgezeichnet. Aufgrund seiner Erfolge konnte er sich ein eigenes Musik-Studio in Ottawa einrichten. In Kanada war seine Musik nicht so populär wie in Europa. Er war jedoch fester Bestandteil von Ottawas music community und gab dort gleichfalls Konzerte. Dem Museum of Civilization in Ottawa Hall stellte er seine umfangreiche private Sammlung von Musikinstrumenten aus Lateinamerika zur Verfügung.
Auch als Filmmusiker war Domingues tätig wie zum Beispiel für Cry from a Diary of a Métis Child (Alberta 1986), eine Dokumentation über das Schicksal von Richard Cardinal, welcher 1984 mit 17 Jahren Selbstmord verübte, und für die deutschen Fernseh-Produktion Dschungelburger. Weiterhin ist er auf dem Eigelstein-Album Vor der Flut zu hören, war auf Tournee mit Rüdiger Oppermann und war an Produktionen von Eberhard Schoener beteiligt.
Domingues schuf einerseits sphärische Klangbilder, andererseits kämpferische Lieder. In seinen Liedern „Los Unos y los Otros“, „Nube Blanca“, „Maria“ oder „Abre las Puertas“ thematisierte er Armut, Unrecht und Migration. In „Cuando llora la Tierra“ oder „Ill Rivers“ beklagte er die Zerstörung der Natur und die Verschmutzung und Vergiftung der Flüsse durch Ignoranz und Profitgier.
Ein weiteres Thema in seinen Kompositionen sind die indigenen Kulturen Amerikas, auch ihre Bedrohung und Ausrottung, wie z. B. in „Lamento Janomami“ oder „The End of the Yahgans’ Journey“. Sein Album Under the Totems part one (1993) ist gewidmet den Ureinwohnern beider Amerikas anlässlich der UN-Deklaration The Year of Human Rights for Aboriginal People Around the World (1993); auf ihm findet sich auch eine Hymne an die Maya-Quiché Rigoberta Menchú, welcher 1992 der Friedensnobelpreis zuerkannt wurde.

## Diskographie (Auswahl)
- The End of the Yahgans’ Journey (1981, auch unter dem Titel: Die Reise der Yahgan ist zu Ende)
- Exodus South of Rio Grande (1983)
- Born in the Land of Wind (LP 1985/CD 1994 + bonus tracks)
- Awaking in Rhythms (1987)
- Children of South America (1988)
- Sunset over the Cordilleras (1992)
- Under the Totems part one (1993)
- Maria (CD-single 1994)
- Under the Totems part two (1995)
- Maya (instrumentals 1996)
- Los Vibrantes (1999)